# 2013年バドミントン日本代表
2013年バドミントン日本代表は、日本バドミントン協会によって選出された2013年の国際大会に派遣されるナショナルチーム。

## 2013年日本代表選手及びコーチ
※所属は2013年4月1日時点

### 日本代表選手

#### ナショナルチーム
| - 男子選手 - 田児賢一（NTT東日本） - 佐々木翔（トナミ運輸） - 上田拓馬（日本ユニシス） - 坂井一将（日本ユニシス） - 武下利一（トナミ運輸） - 桃田賢斗（NTT東日本） - 古賀輝（早稲田大学） - 西本拳太（中央大学） - 早川賢一（日本ユニシス） - 遠藤大由（日本ユニシス） - 平田典靖（トナミ運輸） - 橋本博且（トナミ運輸） - 佐伯祐行（日本ユニシス） - 垰畑亮太（日本ユニシス） - 園田啓悟（トナミ運輸） - 嘉村健士（トナミ運輸） - 井上拓斗（日本ユニシス） - 金子祐樹（日本ユニシス） - 松居圭一郎（日本体育大学） - 三浦光將（日本体育大学） | - 女子選手 - 今別府香里（ヨネックス） - 三谷美菜津（NTT東日本） - 廣瀬栄理子（ヨネックス） - 奥原希望（日本ユニシス） - 髙橋沙也加（日本ユニシス） - 橋本由衣（NTT東日本） - 山口茜（福井県立勝山高等学校） - 大堀彩（福島県立富岡高等学校） - 髙橋礼華（日本ユニシス） - 松友美佐紀（日本ユニシス） - 垣岩令佳（ルネサス セミコンダクタ九州・山口） - 末綱聡子（ルネサス セミコンダクタ九州・山口） - 前田美順（ルネサス セミコンダクタ九州・山口） - 福万尚子（ルネサス セミコンダクタ九州・山口） - 與猶くるみ（ルネサス セミコンダクタ九州・山口） - 樽野恵（NTT東日本） - 新玉美郷（NTT東日本） - 三木佑里子（北都銀行） - 米元小春（北都銀行） |

### ナショナルチームコーチ

#### ヘッドコーチ
- 朴柱奉（日本バドミントン協会）

#### コーチ
- 中島慶（日本バドミントン協会）
- リオニー・マイナキー（日本ユニシス）
- 舛田圭太（トナミ運輸）
- 佐藤翔治（NTT東日本）[2]

#### アシスタントコーチ
- 今井紀夫（味の素ナショナルトレーニングセンター専任コーチ）
- 大束忠司（日本体育大学教員）
- 中西洋介（日本ユニシス）